# سونگ جی-هیون
سونگ جی-هیون (انگلیسی: Song Ji-hyun؛ زادهٔ ۲۳ ژانویهٔ ۱۹۶۹) بازیکن هندبال اهل کره جنوبی است.